# 味噌川ダム
味噌川ダム（みそがわダム）は、長野県木曽郡木祖村、木曽川水系木曽川に建設されたダム。

## 概要
高さ140メートルのロックフィルダムで、洪水調節・不特定利水・上水道・工業用水・水力発電を目的とした水資源機構の多目的ダムである。ダム湖（人造湖）の名は奥木曽湖（おくぎそこ）という（ダム湖百選）。

## 歴史
木曽川では大井ダムを始めとした水力発電事業が大正時代より積極的に進められ、落合ダム・笠置ダム・兼山ダム・今渡ダムが戦前に、読書ダム・山口ダムが戦後に建設されて一大電源地帯が形成された。一方、治水に関しては1949年（昭和24年）に「木曽川改訂改修計画」が経済安定本部の諮問機関・治水調査会によって答申され、これを機に丸山ダムが多目的ダムとして計画を変更、1955年（昭和30年）に完成した。以後、1962年（昭和37年）の水資源開発促進法によって木曽川水系は「木曽川水系水資源開発基本計画」（通称：フルプラン）によって水資源開発公団（現・水資源機構）による総合的な河川開発が行われるようになった。
木曽川は下流部においてダムや堤防の造成（築堤）などの治水対策が進められていた一方、上流部では山岳地帯ということもあり、築堤や浚渫（しゅんせつ）は不可能に近く、水害の際には多大な被害を受けていた。建設省（現・国土交通省中部地方整備局）は、1968年（昭和43年）より木曽川最上流部の木祖村に多目的ダムを建設する「木曽川総合開発事業」の予備調査を実施していた。
そのころ、中京圏では都市化の波が郊外へと進展し、人口は急増。もはや愛知用水の水源・牧尾ダムだけでは間に合わない状況になっていた。これを受け1973年（昭和48年）にフルプランが一部変更となり、木曽川最上流部ダム事業は建設省から水資源開発公団へと移管され、同年「味噌川ダム建設事業」に着手。1996年（平成8年）に完成した。木曽川に建設されたダムとしては最も堤高が高く、最も新しい。牧尾ダムや阿木川ダムに続く愛知用水第三の水源であり、岩屋ダム・長良川河口堰を含む中京圏の水がめとして今や欠かせない。

## 周辺
国道19号の薮原（やぶはら）交差点（長野県木曽郡木祖村）から長野県道26号奈川木祖線でアクセスする。新鳥居トンネル南口付近から通じるアクセス道路もある。右岸にはダム管理所、左岸には「木曽川源流ふれあい館」こと味噌川ダム資料館がある。天端は標高1,130メートルに達し、中央アルプスの峰々が見渡せる。
右岸高台の展望台からは、ダムとダム湖である「奥木曽湖」を同時に一望できる。奥木曽湖は2005年（平成17年）、木祖村の推薦により財団法人ダム水源地環境整備センターが選定するダム湖百選の一つに選ばれている。また、ダム直下では利水放流水を利用して水力発電を行っている。この奥木曽発電所は最大4,800キロワットの電力を発生できる長野県企業局の発電所である。味噌川ダムではダム直下までの道が整備・開放されている。周辺にはやぶはら高原スキー場、藪原宿といった観光地もある。
味噌川ダム建設による水没世帯はなかったものの、有数の木曽ヒノキの産地でもある木祖村のヒノキ林が水没することから、当時の木祖村長が補償をめぐって水資源開発公団や建設省、下流受益自治体と交渉し、愛知県・岐阜県から補助金の支出という形で解決した。事業者からではなく下流受益者から補償を得る例は「水源地域対策基金」を除けば過去に例がない。

## イベント
やぶはら高原ハーフマラソン
毎年7月に開催されるハーフマラソン大会。奥木曽湖を一周するハーフコースは日本陸上競技連盟公認コースである。

## 関連画像
|          |              |                                      |
| 奥木曽湖 | 奥木曽発電所 | 木曽駒ヶ岳から望む鉢盛山と味噌川ダム |